# Lista de personagens de Fear the Walking Dead
A seguir está a lista de personagens de Fear the Walking Dead, uma série de televisão que é derivada e, inicialmente, prequela de The Walking Dead, que é baseado na série de quadrinhos de mesmo nome.

## Elenco
| Ator                    | Personagem                     | Temporadas       | Temporadas       | Temporadas       | Temporadas       | Temporadas       | Temporadas       | Temporadas       | Temporadas         |
| Ator                    | Personagem                     | 1                | 2                | 3                | 4                | 5                | 6                | 7                | 8                  |
| Elenco principal        | Elenco principal               | Elenco principal | Elenco principal | Elenco principal | Elenco principal | Elenco principal | Elenco principal | Elenco principal | Elenco principal   |
| ----------------------- | ------------------------------ | ---------------- | ---------------- | ---------------- | ---------------- | ---------------- | ---------------- | ---------------- | ------------------ |
| Kim Dickens             | Madison Clark                  | Principal        | Principal        | Principal        | Principal        |                  |                  | Convidada        | Principal          |
| Cliff Curtis            | Travis Manawa                  | Principal        | Principal        | Principal        |                  |                  |                  |                  |                    |
| Frank Dillane           | Nicholas "Nick" Clark          | Principal        | Principal        | Principal        | Principal        |                  |                  |                  |                    |
| Alycia Debnam-Carey     | Alicia Clark                   | Principal        | Principal        | Principal        | Principal        | Principal        | Principal        | Principal        | Convidada especial |
| Elizabeth Rodriguez     | Elizabeth "Liza" Ortiz         | Principal        | Convidada        |                  |                  |                  |                  |                  |                    |
| Mercedes Mason          | Ofelia Salazar                 | Principal        | Principal        | Principal        |                  |                  |                  |                  |                    |
| Lorenzo James Henrie    | Christopher "Chris" Manawa     | Principal        | Principal        |                  |                  |                  |                  |                  |                    |
| Rubén Blades            | Daniel Salazar                 | Principal        | Principal        | Principal        |                  | Principal        | Principal        | Principal        | Principal          |
| Colman Domingo          | Victor Strand                  | Convidado        | Principal        | Principal        | Principal        | Principal        | Principal        | Principal        | Principal          |
| Michelle Ang            | Alex                           |                  | Principal        |                  |                  |                  |                  |                  |                    |
| Danay García            | Luciana Galvez                 |                  | Recorrente       | Principal        | Principal        | Principal        | Principal        | Principal        | Principal          |
| Daniel Sharman          | Troy Otto                      |                  |                  | Principal        |                  |                  |                  |                  | Principal          |
| Sam Underwood           | Jeremiah "Jake" Otto Jr.       |                  |                  | Principal        |                  |                  |                  |                  |                    |
| Dayton Callie           | Jeremiah Otto Sr.              |                  | Convidado        | Principal        |                  |                  |                  |                  |                    |
| Lisandra Tena           | Lola Guerrero                  |                  |                  | Principal        |                  |                  |                  |                  |                    |
| Maggie Grace            | Althea "Al" Szewczyk-Przygocki |                  |                  |                  | Principal        | Principal        | Principal        | Convidada        |                    |
| Garret Dillahunt        | John Dorie                     |                  |                  |                  | Principal        | Principal        | Principal        |                  |                    |
| Lennie James            | Morgan Jones                   |                  |                  |                  | Principal        | Principal        | Principal        | Principal        | Principal          |
| Jenna Elfman            | June "Naomi/Laura" Dorie       |                  |                  |                  | Principal        | Principal        | Principal        | Principal        | Principal          |
| Alexa Nisenson          | Charlie                        |                  |                  |                  | Recorrente       | Principal        | Principal        | Principal        | Convidada          |
| Karen David             | Grace Mukherjee                |                  |                  |                  |                  | Principal        | Principal        | Principal        | Principal          |
| Austin Amelio           | Dwight                         |                  |                  |                  |                  | Principal        | Principal        | Principal        | Principal          |
| Mo Collins              | Sarah Rabinowitz               |                  |                  |                  | Recorrente       | Recorrente       | Principal        | Principal        |                    |
| Colby Hollman           | Wes                            |                  |                  |                  |                  | Recorrente       | Principal        | Principal        |                    |
| Zoe Colletti            | Dakota                         |                  |                  |                  |                  |                  | Principal        | Stand-in         |                    |
| Christine Evangelista   | Sherry                         |                  |                  |                  |                  | Convidada        | Principal        | Principal        | Principal          |
| Keith Carradine         | John Dorie Sr.                 |                  |                  |                  |                  |                  | Principal        | Principal        |                    |
| Elenco recorrente       |                                |                  |                  |                  |                  |                  |                  |                  |                    |
| Patricia Reyes Spíndola | Griselda Salazar               | Recorrente       | Convidada        |                  |                  |                  |                  |                  |                    |
| Shawn Hatosy            | Cpl. Andrew Adams              | Recorrente       |                  |                  |                  |                  |                  |                  |                    |
| Sandrine Holt           | Dra. Bethany Exner             | Recorrente       |                  |                  |                  |                  |                  |                  |                    |
| Daniel Zovatto          | Jack Kipling                   |                  | Recorrente       |                  |                  |                  |                  |                  |                    |
| Arturo Del Puerto       | Luis Flores                    |                  | Recorrente       |                  |                  |                  |                  |                  |                    |
| Dougray Scott           | Thomas Abigail                 |                  | Recorrente       |                  |                  |                  |                  |                  |                    |
| Marlene Forte           | Celia Flores                   |                  | Recorrente       |                  |                  |                  |                  |                  |                    |
| Paul Calderón           | Alejandro Nuñez                |                  | Recorrente       |                  |                  |                  |                  |                  |                    |
| Alejandro Edda          | Marco Rodriguez                |                  | Recorrente       |                  |                  |                  |                  |                  |                    |
| Karen Bethzabe          | Elena Reyes                    |                  | Recorrente       | Convidada        |                  |                  |                  |                  |                    |
| Ramses Jimenez          | Hector Reyes                   |                  | Recorrente       | Convidado        |                  |                  |                  |                  |                    |
| Andres Londono          | Oscar Diaz                     |                  | Recorrente       |                  |                  |                  |                  |                  |                    |
| Raul Casso              | Andrés Diaz                    |                  | Recorrente       |                  |                  |                  |                  |                  |                    |
| Brenda Strong           | Ilene Stowe                    |                  | Recorrente       | Convidada        |                  |                  |                  |                  |                    |
| Kelly Blatz             | Brandon Luke                   |                  | Recorrente       |                  |                  |                  |                  |                  |                    |
| Kenny Wormald           | Derek                          |                  | Recorrente       |                  |                  |                  |                  |                  |                    |
| Michael William Freeman | Blake Sarno                    |                  |                  | Recorrente       |                  |                  |                  |                  |                    |
| Matt Lasky              | Cooper                         |                  |                  | Recorrente       |                  |                  |                  |                  |                    |
| Rae Gray                | Gretchen Trimbol               |                  |                  | Recorrente       |                  |                  |                  |                  |                    |
| Sarah Benoit            | Pat Daley                      |                  |                  | Recorrente       |                  |                  |                  |                  |                    |
| Jesse Borrego           | Efrain Morales                 |                  |                  | Recorrente       |                  |                  |                  |                  |                    |
| Michael Greyeyes        | Qaletaqa "Taqa" Walker         |                  |                  | Recorrente       |                  |                  |                  |                  |                    |
| Justin Rain             | Lee "Crazy Dog"                |                  |                  | Recorrente       |                  |                  |                  |                  |                    |
| Kevin Zegers            | Melvin                         |                  |                  |                  | Recorrente       |                  |                  |                  |                    |
| Evan Gamble             | Ennis                          |                  |                  |                  | Recorrente       |                  |                  |                  |                    |
| Sebastian Sozzi         | Cole                           |                  |                  |                  | Recorrente       |                  | Convidado        |                  |                    |
| Rhoda Griffis           | Vivian                         |                  |                  |                  | Recorrente       |                  | Convidada        |                  |                    |
| Kenneth Wayne Bradley   | Douglas                        |                  |                  |                  | Recorrente       |                  | Convidado        |                  |                    |
| Tonya Pinkins           | Martha                         |                  |                  |                  | Recorrente       |                  |                  |                  |                    |
| Aaron Stanford          | Jim Brauer                     |                  |                  |                  | Recorrente       |                  |                  |                  |                    |
| Daryl Mitchell          | Wendell Rabinowitz             |                  |                  |                  | Recorrente       | Recorrente       | Convidado        | Recorrente       |                    |
| Matt Frewer             | Logan                          |                  |                  |                  |                  | Recorrente       |                  |                  |                    |
| Cooper Dodson           | Dylan                          |                  |                  |                  |                  | Recorrente       |                  |                  |                    |
| Bailey Gavulic          | Annie                          |                  |                  |                  |                  | Recorrente       |                  |                  |                    |
| Ethan Suess             | Max                            |                  |                  |                  |                  | Recorrente       |                  |                  |                    |
| Sydney Lemmon           | Isabelle                       |                  |                  |                  |                  | Recorrente       | Convidada        | Convidada        |                    |
| Mikala Gibson           | Doris                          |                  |                  |                  |                  | Recorrente       |                  |                  |                    |
| Cory Hart               | Rollie                         |                  |                  |                  |                  | Recorrente       | Recorrente       |                  |                    |
| Peter Jacobson          | Jacob Kessner                  |                  |                  |                  |                  | Recorrente       | Recorrente       | Convidado        |                    |
| Colby Minifie           | Virginia                       |                  |                  |                  |                  | Recorrente       | Recorrente       |                  |                    |
| Holly Curran            | Janis                          |                  |                  |                  |                  | Recorrente       | Convidada        |                  |                    |
| Brigitte Kali Canales   | Rachel                         |                  |                  |                  |                  |                  | Recorrente       |                  |                    |
| Craig Nigh              | Hill                           |                  |                  |                  |                  |                  | Recorrente       |                  |                    |
| Justin Smith            | Marcus                         |                  |                  |                  |                  |                  | Recorrente       |                  |                    |
| John Glover             | Theodore "Teddy" Maddox        |                  |                  |                  |                  |                  | Recorrente       |                  |                    |
| Nick Stahl              | Jason Riley                    |                  |                  |                  |                  |                  | Recorrente       | Stand-in         |                    |
| Omid Abtahi             | Howard                         |                  |                  |                  |                  |                  | Convidado        | Recorrente       |                    |
| Demetrius Grosse        | Emile LaRoux                   |                  |                  |                  |                  |                  | Convidado        |                  |                    |
| Demetrius Grosse        | Josiah LaRoux                  |                  |                  |                  |                  |                  |                  | Recorrente       |                    |
| Spenser Granese         | Arnold "Arno"                  |                  |                  |                  |                  |                  |                  | Recorrente       |                    |
| Maya Eshet              | Sam "Shrike" Krennick          |                  |                  |                  |                  |                  |                  |                  | Recorrente         |
| Avaya White             | Morgan "Mo/Wren"               |                  |                  |                  |                  |                  | Stand-in         | Stand-in         |                    |
| Zoey Merchant           | Morgan "Mo/Wren"               |                  |                  |                  |                  |                  |                  |                  | Recorrente         |
| Jayla Walton            | Odessa "Dove" Sanderson        |                  |                  |                  |                  |                  |                  |                  | Recorrente         |
| Gavin Warren            | Finch                          |                  |                  |                  |                  |                  |                  |                  | Recorrente         |
| Daniel Rashid           | Ben "Crane" Krennick           |                  |                  |                  |                  |                  |                  |                  | Recorrente         |
| Isha Blaaker            | Frank                          |                  |                  |                  |                  |                  |                  |                  | Recorrente         |
| Julian Grey             | Klaus                          |                  |                  |                  |                  |                  |                  |                  | Recorrente         |
| Randy Bernales          | Russell                        |                  |                  |                  |                  |                  |                  |                  | Recorrente         |
| Antonella Rose          | Tracy Otto                     |                  |                  |                  |                  |                  |                  |                  | Recorrente         |

1. ↑  Blades não é creditado do episódio 2.08 ao 3.02, depois como "Também estrelado" no episódio 3.03 e como membro do elenco principal novamente a partir do episódio 3.04.
2. ↑  Só aparece no episódio 2.03 e 2.05.
3. ↑  Voz não creditada no episódio 5.16.

## Personagens principais

### Madison Clark
Madison Clark, interpretada por Kim Dickens, foi uma conselheira de orientação escolar na escola secundária Paul R. Williams High School em Los Angeles, Califórnia, assim como também sendo a mãe de Alicia e Nicholas Clark - conhecido por Nick. Madison se tornou viúva logo cedo, e criou seus dois filhos praticamente sozinha, e não demorou muito para ela encontrar um novo amor na escola onde trabalhava. Ela acabou noivando-se novamente com um professor de inglês chamado Travis Manawa, que a chamava cariosamente de "Maddie". Quando o surto ocorreu, Madison e sua família foram protegidos pelo exército nacional por algumas semanas, porém, acabaram fugindo de seu bairro El Sereno, junto com alguns outros quando souberam que Los Angeles seria bombardeada a mando do governo, a fim de exterminar os zumbis.
Graças a ajuda de Victor Strand, um rico empresario dono de um iate que também pretendia fugir dos EUA, Madison, sua família e companheiros seguem viagem em alto-mar a caminho de um novo lugar seguro em terras mexicanas, porém as águas do mar trouxeram perigos. A pressão para sobreviver trouxe clareza para Madison e a fez estar pronta para tomar as decisões difíceis que iria manter sua família segura. Mais tarde, após chegarem na fazenda de Thomas Abigail e ela ser atacada por zumbis, Madison separada de seu noivo e filho, segue com o resto de seu grupo para outro lugar e acaba chegando num Hotel em Rosarito, Baixa Califórnia. Infelizmente, devido altas tensões entre os moradores do hotel e seu noivo que a encontrou, ela mais uma vez seguiu viagem com aqueles que permaneceram ao seu lado de volta aos EUA, onde consegue refugio num pequeno rancho ao sul de San Diego. Após a morte de seu noivo, Madison decide fazer o rancho de seu novo lar, e decide também enfrentar o que for preciso para permanecer nele e proteger sua família. Porém, as coisas acabam dando erradas, e Madison mais uma vez é obrigada sair da fazenda e sobreviver num mundo que agora é tão perigoso como antes.
Ao passar do tempo, Madison e seu grupo encontra um estádio de beisebol e decidem fazê-lo de seu novo lar. Com o decorrer de dois anos, o lugar se tornou prospero e morada de vários outros sobreviventes. Infelizmente, com a chegada do grupo os Abutres, Madison teve que lidar com os bandidos e isso eventualmente terminou com a destruição do estádio como também sua suposta morte.

### Nick Clark
Nick Clark, interpretado por Frank Dillane, foi o filho viciado em drogas de Madison Clark, e embora sua mãe o mandou para a reabilitação várias vezes, Nick chegou a um ponto onde ninguém pode te dizer o que fazer, deixando o garato se cuidar sozinho. Por este motivo, Nick passou a morar fora de casa e viver nas ruas de Los Angeles, junto com alguns outros usuários. Quando estava nas fases iniciais do surto, Nick foi o primeiro a perceber que algo perigoso estava acontecendo, apesar de sua família pensar que era imaginação dele devido as drogas. Mas o garoto provou que o que ele falava era verdade, e quando o surto ocorreu de fato, ele cada dia mais se esforçou para dá um basta em seu vício, e tentar sobreviver ao caos ao lado de sua família. Após fugir de Los Angeles em busca de um lugar seguro, o garoto e sua família chegaram no México, e devido a um ataque de Infectados, o rapaz ficou separado de seus entes. Nick acaba chegando em uma comunidade chamada La Colonia, e lá acaba se relacionando com Luciana Galvez, que tenta protegê-la a todo custo. Pela obra do destino, Nick se reencontra com sua família na fronteira de volta para os EUA, e juntos passam a viver em um rancho onde pretendem fazer de sua nova morada. Após alguns eventos da série, Nick foi morto com um tiro no peito por Charlie, uma jovem garota que ele tinha afeto.

### Alicia Clark
Alicia Clark, interpretada por Alycia Debnam-Carey, é a filha mais nova de Madison Clark, irmã de Nick e namorada de Matt Sale. Ela era uma típica adolescente de ensino médio, que pensava em se formar em algum curso fora de Los Angeles e fazer pós-graduação. Infelizmente, os planos de Alicia foram drasticamente mudados quando houve o apocalipse zumbi. No início do surto, ela perdeu seu namorado para o vírus desconhecido, e junto com sua família permaneceram salvos e protegidos em seu bairro El Sereno pela Guarda-Nacional. No entanto, quando souberam que Los Angeles seria alvo de bombas químicas para exterminar os mortos-vivos, Alicia com sua família e um pequeno grupo fogem da cidade através do iate de um estranho chamado Victor Strand. Mesmo longe do continente, ela começou a tomar decisões difíceis e se arriscar para proteger aqueles que amam quando os perigos surgiam, e por fim a viagem acaba no México. Em terras mexicanas, Alicia acaba se separando de seu irmão e alguns membros de seu grupo e passa a sobreviver ao mundo caótico com sua mãe e um pequeno grupo no Rosarito Beach Hotel. Após certas complicações com os membros do hotel, a jovem consegue encontrar seu irmão perdido e com sua família reunida novamente segue até a fronteira que por fim acabam chegando numa fazenda que a fazem de seu novo lar. Nesta fazenda Alicia tem uma nova chance de recomeçar a vida e acaba se tornando namorada de Jake Otto. Depois, ela também se tornou a ex-enfermeira pessoal do Proctor John, por um breve período.
Algum tempo depois da destruição da represa Gonzalez, Alicia se tornou uma residente e vice-líder da comunidade do estádio de beisebol Dell Diamond até sua queda. Após a morte de sua família, Alicia encontra um novo caminho em sua vida e estabelece um vínculo com Morgan Jones, tornando-se a segunda no comando de seu grupo.

### Travis Manawa
Travis Manawa, interpretado por Cliff Curtis, foi o ex-marido de Elizabeth Ortiz, pai de Christopher, noivo de Madison Clark e um modesto professor de inglês na escola secundária Paul R. Williams High School em Los Angeles. Quando o surto iniciou, Travis se tornou o patriarca de seu grupo, sendo protetor, pragmático e determinado em sua crença de que tudo pode ser resolvido. Ele e sua nova família junto com alguns outros foram protegidos dos mortos-vivos pela Guarda Nacional nas fases iniciais do apocalipse, porém, ele e seu grupo tiveram que fugir de Los Angeles quando esta começou a ser bombardeada pelo exército a fim de exterminar os Infectados. Com ajuda de Victor Strand, Travis e sua família embarcaram num iate a destino do México, e em terras mexicanas Travis acabou se separando de sua noiva e do restante de seu grupo durante um ataque de zumbis, e com isso teve que sobreviver ao mundo caótico ao lado de seu filho Chris. Após a morte de seu filho, o homem conseguiu se reencontrar com Madison, e ainda ajudou a encontrar o filho dela Nick, antes de morrer tentando voltar para os EUA.

### Liza Ortiz
Elizabeth "Liza" Ortiz, interpretada por Elizabeth Rodriguez, foi a ex-esposa de Travis Manawa e mãe de Chris Manawa. Liza é descrita como uma "latino-americana e uma das muitas residentes de LA que está lidando com o início do surto". Após o divórcio dela e de Travis, Chris culpa seu pai pela separação.
Liza é morta no final da primeira temporada quando seu marido Travis atira nela por misericórdia após ela ser mordida por um zumbi. Após sua morte, Chris mostra-se ainda mais irritado e traumatizado e culpa seu pai, Travis.
O grupo realiza um funeral para Liza e a enterra no mar. No entanto, Chris reage violentamente e culpa Travis por sua morte.

### Chris Manawa
Chris Manawa, interpretado por Lorenzo James Henrie, foi o único filho do fruto do casamento de Travis Manawa e Elizabeth Ortiz, além de um garoto desobediente.
Quando o surto ocorreu, e após a morte de sua mãe, Chris foi demonstrando cada vez seus atos rebeldes e inconformado com o novo mundo, sempre descontando suas raivas nos zumbis e até mesmo naqueles ao seu redor, chegando a um ponto de ser visto como uma ameaça para o grupo, o que era de fato verdade.
Devido seu comportamento errado, seu pai Travis não descansou nenhum segundo de abrir os olho de seu filho, para mostrá-lo o quão problemático Chris tinha se tornado, porém o garoto não quis saber, alegando que no mundo em que estão, é preciso ter um personalidade brutal e sem ordem.
Enquanto seus novos amigos dormiam por eles estarem exaustos de dirigir, Chris acabou assumindo o volante da picape em que estava indo para Norte. Cansado o garoto acabou cochilando e fez com que a picape saísse da estrada e capotasse. Ele e seus amigos conseguiram sobreviver, mas diferente de Brandon Luke e Derek, Chris não conseguia andar por ter uma fratura exposta na coxa, e para se vingar pelo que ele tinha feito e também pelo garoto ter se tornado um "peso morto", Brandon atirou na cabeça de Chris, matando-o sem piedade e deixando seu corpo na estrada.

### Ofelia Salazar
Ofelia Salazar, interpretada por Mercedes Mason, foi a única filha de Griselda e Daniel Salazar, e além de uma jovem bem dedicada, forte e sobre tudo protetora daqueles que sempre ama.
Quando o surto começou, ela e seus pais se juntaram a família de Madison Clark e Travis Manawa para sobreviverem ao caos, e após a morte de sua mãe e da fuga para o México em busca de segurança na mansão de Victor Strand, ela acaba se separando de seu pai e grupo durante um ataque de caminhantes.
Sozinha, Ofelia passa a sobreviver no novo mundo bruto e apocalíptico, chegando ao ponto de ser encontrada quase morta por um índio nativo americano, quando ela fazia sua viagem de volta para os EUA. Membro da Reserva Indígena Chapéu Preto, Ofelia dedicou-se a dá-lhe seu melhor e sempre fazendo o que pode para deixar seu povo em segurança.
Após reencontrar seu antigo grupo e passar a morar no rancho em que eles estavam, Ofelia se tornou um dos membros importantes na liderança da fazenda e mais tarde, quando descobriu que seu pai estava vivo, Ofelia não teve a sorte de se reencontrar com Daniel e acabou morrendo por causa de uma mordida de zumbi.

### Daniel Salazar
Daniel Salazar, interpretado por Rubén Blades, é o marido de Griselda e pai de Ofélia. Ele é o ex-chefe de segurança de Lola Guerrero na Represa Gonzalez. Daniel é um homem altamente inteligente, atencioso, cauteloso e formidável, um sobrevivente forte e determinado. O passado de Daniel como agente secreto da Junta Salvadorenha e da CIA revelou que ele era um assassino altamente treinado, que matou diretamente 100 pessoas (com muitas outras mortas indiretamente). Seu treinamento e habilidades de sobrevivência o transformaram em um combatente formidável. Ele é altamente hábil com armas de fogo e combate corpo a corpo. Daniel também é um torturador habilidoso com amplo conhecimento de técnicas de interrogatório e está disposto, embora com relutância, a usar essa habilidade quando achar que é necessário para sobreviver, como visto quando torturou Andrew Adams brutalmente. Daniel, entretanto, não parece estar satisfeito com as atrocidades anteriores que cometeu ou foi forçado a cometer e lamenta ser o monstro que foi forçado a se tornar. Apesar de seu passado assassino, Daniel demonstrou que se preocupa com sua família mais do que qualquer outra coisa e é um marido e pai amoroso que jurou dar a sua filha a melhor vida possível. Daniel ficou arrasado com a perda de sua amada esposa e filha, as âncoras que o mantinha estável. Posteriormente, ele ficou desequilibrado por um tempo e quase se matou. Daniel é extremamente cauteloso com aqueles em quem não confia, como Victor Strand, e parece ser altamente qualificado para identificar uma ameaça potencial. Enquanto estava sob a liderança de Dante Esquivel, Daniel brevemente abraça sua natureza cruel, mas acaba se voltando contra Dante e seus homens, salvando seus aliados da morte certa, demonstrando que ele nunca fará mal aos inocentes novamente e que está pronto para matar uma ameaça sem qualquer hesitação. Ele se torna o chefe de segurança de Lola Guerrero na represa Gonzalez.
Algum tempo depois de sua destruição, Daniel conseguiu estabelecer sua própria base em um armazém e estocar suprimentos de armadilhas que herdou do proprietário anterior. Ele também encontrou e adotou um gato com o nome de Rajado.
Alguns anos depois, Daniel se reúne com Victor Strand e, embora cauteloso no início, acaba ajudando-o a resgatar o resto de seu grupo. Daniel então se junta ao grupo em sua missão de ajudar as pessoas a honrar a memória de Ofelia.

### Victor Strand
Victor Strand, interpretado por Colman Domingo, é um homem milionário cheio de segredos, preso junto com Nicholas Clark em uma base militar de Los Angeles. Depois de fugir do complexo, Strand refugiou-se em seu iate Abigail com o grupo de Madison Clark, e seguiu para o México quando Los Angeles começou a ser bombardeada pelo exército afim de exterminar os mortos-vivos. Em terras mexicanas, Strand conseguiu se reencontrar com seu namorado Thomas, mas logo sentiu a dor de perdê-lo quando este foi mordido e morto pelo vírus zumbi. Após a fazenda em que estavam ser queimada e atacada por Infectados, Strand e poucos integrantes de seu grupo conseguem se refugiar num hotel abandonado em Rosarito, Baixa Califórnia. Devido as tensões que se causaram lá, Strand acabou ficando sozinho após seu grupo decidir sobreviver por conta própria.
Mais tarde, após ser informado para deixar o hotel, Strand se reúne com Daniel Salazar, mas seus modos egoístas permanecem inalterados, pois ele desempenha um papel importante na destruição da Represa Gonzalez. Algum tempo depois, Strand decide mudar seus modos egoístas e se torna um residente da comunidade do estádio de beisebol Dell Diamond até sua queda. Ele era um membro do grupo de Morgan até que a caravana foi dividida à força e reassentada em vários assentamentos da Virgínia, onde ele agora serve como o líder dos Pioneiros depois que a Virgínia foi exposta.

### Alex
Alex, interpretada por Michelle Ang, é uma sobrevivente pragmática e quieta apresentado na web série Fear the Walking Dead: Flight 462. Alex parece ter mais conhecimento sobre a infecção do que outros. Quando ocorre uma situação perigosa, ela rapidamente toma medidas racionais para impedi-la, mesmo que os outros não gostem ou estejam confusos sobre suas ações. Depois que o avião caiu, ela fez de tudo para proteger Jake gravemente ferido da morte, matando de forma decisiva dois passageiros que tentaram prejudicá-lo. Seu destino é desconhecido

### Luciana Galvez
Luciana Galvez, interpretada por Danay García, era membro da comunidade La Colonia. Quando o apocalipse começou, ela sobreviveu ao caos junto com seu irmão Pablo, e os dois acabaram chegando em La Colonia e logo fizeram amizade com Alejandro Nuñes. Após a morte de seu irmão, Luciana decidiu permanecer na comunidade e se tornou parte do grupo de guardas do bairro, ganhando destaque e reconhecimento entre os moradores. Quando Nick Clark apareceu na comunidade, não demorou muito para que ela criasse um relacionamento com ele. Ela é uma ex-residente da comunidade do Rancho Queixo Quebrado, até que ela deixa Nick devido a se tornar desiludida com a comunidade.
Algum tempo depois, Luciana se reúne com o grupo de Madison e passa a residir na comunidade do estádio de beisebol Dell Diamond. Ela é um membro do grupo de Morgan.

### Jeremiah Otto
Jeremiah Otto, interpretado por Dayton Callie, é o pai de Jake e Troy e um dos quatro fundadores da comunidade do Rancho Queixo Quebrado.
Jeremiah é morto no episódio da terceira temporada "Children of Wrath", depois de Nick atirar nele devido à falta de cooperação com Qaletaqa Walker.

### Troy Otto
Troy Otto, interpretado por Daniel Sharman, é filho de Jeremiah Otto e irmão de Jake, Troy tem como residência fixa o rancho de seu pai, onde morou desde criança e que também é uma comunidade survivalista contra os mortos-vivos. Troy age como o líder dessa comunidade, tomando decisões difíceis para deixá-la segura. 
Depois que Troy revela que ele era o responsável por liderar a horda para o Rancho Queixo Quebrado, Madison enfurecida o interrompe e o atinge uma vez na lateral da cabeça com um martelo, supostamente matando-o.
Apesar de sua suposta morte, Troy foi confirmado para retornar para a segunda metade da oitava temporada.

### Jake Otto
Jeremiah Otto Jr., interpretado por Sam Underwood, é o irmão mais velho de Troy Otto e filho de Jeremiah Otto. Um rapaz bom e honesto, Jake sempre pensa no bem ao próximo e assim como seu pai, ele dedica-se a manter o rancho em que vivem num lugar seguro, contra os mortos-vivos. Após a chegada de Alicia Clark e sua família no rancho, o rapaz sentiu um certo interesse e se apaixonou pela garota, que tenta deixá-la segura o quanto pode.
Quando Jake tenta atirar em Troy, Nick o atinge com o rifle e o derruba em uma colina. Depois de cair da colina, Jake é mordido no braço por um zumbi. Nick amputa seu braço, mas Jake acaba morrendo devido à perda de sangue. Depois que Jake reanima como zumbi, Troy furiosamente apunhalou a cabeça do irmão, matando-o novamente.

### Lola Guerrero
Lola Guerrero, interpretada por Lisandra Tena, é a ex-chefe do serviço de abastecimento de água e mais tarde a líder da comunidade da Represa Gonzalez. Ela é morta a tiros no final da terceira temporada na Represa Gonzalez.

### Morgan Jones
Morgan Jones, interpretado por Lennie James, é um personagem principal em The Walking Dead. Ele é o marido de Jenny, o pai de Duane, e o último sobrevivente conhecido de sua família. Pouco depois de derrotar os Salvadores, Morgan deixa o ferro-velho e começa a andar para o oeste, terminando no Texas, onde conhece John Dorie. Depois de encontrar um grupo hostil de sobreviventes, os dois homens são resgatados por um jornalista chamado Althea e então capturados por Victor Strand, Luciana Galvez, Nick e Alicia Clark. Mais tarde se tornando líder do grupo.
Depois de encontrar um novo propósito na vida ajudando os necessitados com a ajuda de seu grupo, Morgan não tem escolha a não ser dividir seu grupo e se fundir com Os Pioneiros para manter os outros vivos. Baleado por Virginia e dado como morto, Morgan é dado como morto por seu grupo, embora seja salvo por um sobrevivente desconhecido, permitindo-lhe a oportunidade de curar e eventualmente libertar seus amigos do controle de Virginia. Após a derrota de Virginia, Morgan estabelece uma nova casa para seu grupo e enfrenta uma nova ameaça.

### John Dorie
John Dorie, interpretado por Garret Dillahunt, é um ex-policial e um homem de contradições fascinantes e um dos primeiros sobreviventes que Morgan encontra. Ele é uma alma gentil, uma pessoa inocente em muitos aspectos, com exceção da violência. Ele pode ter uma fala mansa e ser surpreendentemente engraçado ao mesmo tempo, mas quando a situação piora, ele mostra seu lado duro.
Na sexta temporada, no episódio "The Door", John é baleado no peito e assassinado por Dakota com uma de suas próprias armas. Seu corpo é transformado e levado pela correnteza e para na frente de sua cabana qua sua esposa June atira nele por misericórdia. Em "Things Left to Do", June enterra o corpo de John na frente de sua cabana e mais tarde mata Virginia com a mesma arma com que Dakota matou John, culpando Virginia pelo assassinato de seu marido.

### June Dorie
June Dorie, também conhecida como Naomi ou Laura, interpretada por Jenna Elfman. Ela se apaixonou por John Dorie depois de ser encontrada atrás de sua cabana, e ele cuidou dela até ficar bem. Ela não disse seu nome a ele, levando-o a se referir a ela como Laura. Ela o deixou um dia por medo de apego emocional, sempre preocupada que ele percebesse que ela não era a Laura por quem ele se apaixonou. Mais tarde, June tornou-se uma residente da comunidade do estádio de beisebol Dell Diamond até sua queda, e mais tarde foi um membro dos Abutres até a morte de seu líder Melvin. Então, June se reúne com John e decide retomar um relacionamento. Atualmente ela é um membro muito importante e enfermeira do grupo de Morgan. Ela e John eventualmente se casam, mas John é morto por Dakota.

### Althea Szewczyk-Przygocki
Althea Szewczyk-Przygocki, interpretada por Maggie Grace, é uma jornalista curiosa e tática que encontra Morgan Jones e John Dorie na estrada para Virgínia. Na 5ª temporada, é revelado que ela também é pilota e é LGBT.

### Charlie
Charlie, interpretada por Alexa Nisenson. Em algum momento durante o surto, os pais de Charlie foram mortos e se transformaram na frente dela, deixando uma cicatriz profunda. Mais tarde, Charlie foi encontrada por Ennis e foi recrutada para se juntar aos Abutres. Ela é responsável pela morte de Nick Clark, mas ela entendeu seu erro e é perdoada e aceita pelo grupo de Alicia.

### Grace Mukherjee
Grace Mukherjee, interpretada por Karen David, é uma mulher misteriosa em estado terminal que trabalhava em uma usina nuclear que derreteu perto do local onde o avião do grupo de Morgan caiu. Ela eventualmente se torna o interesse amoroso de Morgan Jones.

### Dwight
Dwight, interpretado por Austin Amelio, é um personagem principal em The Walking Dead. Dwight era um tenente membro implacável e relutante dos "Salvadores" um grupo de pessoas que subjugou comunidades (incluindo Alexandria, Hilltop e O Reino), para receber comida, suprimentos em troca de "proteção", Dwight teve que fazer coisas abomináveis para salvar sua esposa Sherry, que foi mantida em cativeiro por Negan (o líder dos Salvadores), quando as comunidades revelaram que Dwight foi uma peça chave para a vitória das comunidades rebeldes, já que ele se ofereceu para trabalhar como um agente duplo ajudando especialmente Alexandria, quando as comunidades conseguiram derrotar Os Salvadores, Dwight é  forçado a ser exilado devido a suas atrocidades, que se arrependeu de suas ações decide partir e ir em busca de sua esposa Sherry.

### Sherry
Sherry, interpretada por Christine Evangelista, é a ex-esposa desaparecida de Dwight, que fugiu para o Texas dos Salvadores, após uma longa busca, Dwight conseguiu encontrar seu paradeiro.

### Sarah Rabinowitz
Sarah Rabinowitz, interpretada por Mo Collins, Junto com seu irmão adotivo Wendell, eles são golpistas e bons em roubar pessoas em seu caminho. No entanto, pode ser benevolente para quem precisava de ajuda, oferecendo alimentos e algumas formas de chegar ao destino.

### Wes
Wes interpretado por Colby Hollman, é um sobrevivente e membro do grupo de Morgan. Wes sobreviveu aos estágios iniciais do surto com seu irmão, Derek. Em algum momento, Derek supostamente foi morto por zumbis. Meses depois, Wes encontra Alicia e Strand, e se torna um membro do grupo de Morgan após salvar a vida de Janis. Ele foi separado para os outros por Virginia e seus Pioneiros, e mudou-se para Tank Town. Após a queda da Virgínia, Wes se reuniu com Derek, seu irmão que supostamente tinha morrido, que se juntou ao culto do Juízo Final. Wes foi forçado a matar seu irmão durante a fuga, reconhecendo que o Derek que ele amava muito se foi.
Na 7ª temporada, Wes trai o grupo e se junta à ditadura de Strand na Torre, tornando-se seu parceiro. Agora completamente desiludido com outras pessoas, Wes só se preocupa em garantir sua própria sobrevivência, revoltando-se contra Strand e condenando seus ex-amigos à morte se isso significar proteger seu novo lar. Wes é finalmente derrotado por Strand, Alicia e Daniel Salazar, mas ele se recusa a desistir e Strand o esfaqueia até a morte com uma espada, para grande choque e raiva de Alicia, que acreditava que ela estava conseguindo chegar até Wes.

### Dakota
Dakota interpretada por Zoe Colletti, é a filha de Virginia que cresceu acreditando ser sua irmã mais nova. Dakota odeia Virginia e, como tal, salvou a vida de Morgan Jones após os eventos de "End of the Line" como ela acreditava que ele era o único capaz de matar Virginia. Dakota posteriormente assassinou um homem em "The Key", pelo qual Janis foi incriminada e executada. Após suas ações virem à tona em "The Door", Dakota assassina John Dorie. A verdadeira linhagem de Dakota vem à tona em "Things Left to Do" pouco antes de Virginia ser morta por June, que culpa Virginia pelas ações de Dakota como ela sabia e a protegeu de quaisquer consequências. Em "The Beginning", Dakota se permite ser morta em uma explosão nuclear após receber o perdão de John Sr. e June e matar Teddy por usá-la.
Em "Cindy Hawkins" da 7ª temporada, John Sr. encontra Dakota reanimada do lado de fora do bunker secreto de Teddy quando ele surge alguns meses depois devido a suas alucinações. Chamando-a de outra garota que ele não pôde salvar, John Sr. tristemente coloca Dakota no chão com sua própria faca e diz a June que ele "tirou Dakota de seu tormento" enquanto estava na superfície. Quando vários zumbis vêm até ele durante uma viagem subsequente à superfície, John agarra a faca de Dakota de onde ele a havia deixado empalada em sua cabeça e a usa para derrubar os zumbis que estão atacando.

### John Dorie Sr.
John Dorie Sr., interpretado por Keith Carradine, é o pai de John Dorie e, como seu filho, um ex-homem da lei. Ele é mencionado pela primeira vez por John quando conta ao Rabino Jacob Kessner uma história sobre como nos anos 1970, quando John era apenas um menino, seu pai havia caçado um assassino em série em quem ele havia plantado evidências para mandar o homem para a prisão. A culpa de fazer isso fez com que John Sr. se tornasse um alcoólatra e abandonasse sua família, deixando para trás para seu filho John os dois revólveres Colt Single Action Army. No presente, John Sr. retorna após a morte de seu filho, revelando que o líder do culto do Juízo Final, Teddy Maddox, é o mesmo serial killer que John Sr. havia caçado na década de 1970, tendo escapado da prisão e retomado sua missão de pondo fim a todas as pessoas vivas do planeta. Depois de conhecer sua nora, June, John Sr. une forças com o grupo de Morgan para finalmente pôr fim a seu antigo inimigo. Após a destruição nuclear, John Sr. se abriga com June no bunker subterrâneo secreto de Teddy. Durante seu tempo no bunker, John descobre que é o local onde Teddy matou suas vítimas décadas antes, algo que John nunca foi capaz de encontrar. John fica obcecado em encontrar o corpo da última vítima de Teddy, Cindy Hawkins, de quem ele tem alucinações por ter entrado em abstinência alcoólica. Pouco antes do colapso do bunker, John finalmente localiza o corpo dela escondido nas paredes e ganha paz por encontrá-la e cumprir a promessa feita à mãe.
Em "Sonny Boy", John revela a June que está morrendo de doença terminal por radiação, tendo sido exposto ao resgatar Charlie de um prédio radioativo, apesar de ser rápido e tomar precauções. Determinado a garantir seu legado, John embarca em uma missão suicida para entregar a bebê Mo a Morgan através do fosso da Torre, vestindo uma armadura improvisada. Embora bem sucedido, John é mordido no ombro esquerdo no processo. Já morrendo e com o rebanho se aproximando, John se sacrifica aos walkers para ganhar tempo de Morgan para escapar com a bebê.

## Outros personagens

### Los Angeles
- Art "Artie" Costa, interpretado por Scott Lawrence, é o diretor da escola onde Madison e Travis trabalhavam.[2]
- Tobias, interpretado por Lincoln A. Castellanos, é um sábio aluno do último ano do ensino médio.
- Matt, interpretado por Maestro Harrell, é o namorado de Alicia antes do surto.
- Griselda Salazar, interpretada por Patricia Reyes Spíndola, é a mãe de Ofelia, que emigrou de El Salvador com seu marido Daniel para escapar de distúrbios políticos.
- Lt. Moyers, interpretado por Jamie McShane, é o líder do contingente da Guarda Nacional encarregado de proteger o bairro de Madison.[3]
- Cpl. Andrew Adams, interpretado por Shawn Hatosy, é um militar bem-intencionado com uma disposição emotiva, que está fora de seu elemento.
- Dra. Bethany Exner, interpretada por Sandrine Holt, é uma médica confiante e habilidosa.[4]
- Gloria, interpretada por Lexi Johnson, é a ex-namorada de Nick, antes do surto.[5]

### Costa do Pacífico
- Jack Kipling, interpretado por Daniel Zovatto, é um membro dos piratas que desenvolve uma atração por Alicia.[6]
- Connor, interpretado por Mark Kelly, é o capitão de uma gangue de piratas que perseguem e capturam a Abigail. Connor também é o irmão mais velho de Reed.[7]
- Reed, interpretado por Jesse McCartney é irmão de Connor e um membro hostil dos piratas.[8]
- Vida, interpretada por Veronica Diaz, é uma mulher grávida e um dos piratas de Connor.[9]

### México
- Thomas Abigail, interpretado por Dougray Scott, é o namorado de Strand e dono do iate Abigail.[10]
- Luis Flores, interpretado por Arturo Del Puerto, é um aliado e braço direito de Victor Strand e Thomas Abigail.[11]
- Celia Flores, interpretada por Marlene Forte, é a mãe de Luis.[12]
- Alejandro Nuñez, interpretado por Paul Calderón, é um farmacêutico e líder de La Colonia, uma comunidade em Tijuana, México, afirma ter sido mordido, mas não morreu.[13]
- Marco Rodriguez, interpretado por Alejandro Edda, é o líder de uma gangue que mora perto de La Colonia.
- Elena Reyes, interpretada por Karen Bethzabe, é a gerente do hotel Rosarito Beach que ajuda Alicia.[14]
- Hector Reyes, interpretado por Ramses Jimenez, é o sobrinho de Elena que administrava o hotel com ela.
- Oscar Diaz, interpretado por Andres Londono, é o líder de um grupo de sobreviventes que vivem em um hotel.[15]
- Andres Diaz, interpretado por Raul Casso, é o irmão de Oscar.
- Ilene Stowe, interpretada por Brenda Strong, é membro da festa de casamento e sogra de Oscar.[16]
- Brandon Luke, interpretado por Kelly Blatz, é o líder de um grupo de jovens que fazem amizade com Chris.[17]
- Derek, interpretado por Kenny Wormald, é um membro do grupo de Brandon.[18]
- James McCallister, interpretado por Israel Broussard, é um membro do grupo de Brandon.[18]

### O Rancho
- Qaletaqa Walker, interpretado por Michael Greyeyes, é um nativo americano em uma guerra com Jeremiah Otto, que ocupa suas terras.
- Blake Sarno, interpretado por Michael William Freeman, é membro da milícia do Rancho Queixo Quebrado.
- Lee "Cachorro Louco", interpretado por Justin Rain, é o braço direito de Qaletaqa.
- Cooper, interpretado por Matt Lasky, é membro da milícia do Rancho Queixo Quebrado.
- Gretchen Trimbol, interpretada por Rae Gray, é uma residente do Rancho Queixo Quebrado que se torna amiga de Alicia.
- Christine, interpretada por Linda Gehringer, é uma residente do Rancho Queixo Quebrado que forma um vínculo com Alicia.

### A Represa
- Dante Esquivel, interpretado por Jason Manuel Olazabal, é o líder da Represa Gonzalez.
- Efrain Morales, interpretado por Jesse Borrego, é um homem que salvou Daniel depois que ele foi ferido em um incêndio.
- Proctor John, interpretado por Ray McKinnon, é o líder de uma gangue conhecida como Proctors.

### Estádio de Beisebol
- Cole, interpretado por Sebastian Sozzi, é um residente da comunidade dentro do estádio de beisebol.[19] Apesar de sua aparente morte quando o estádio é destruído, ele retorna mais tarde na sexta temporada.
- Vivian, interpretada por Rhoda Griffis, é uma residente da comunidade dentro do estádio de beisebol. Apesar de sua aparente morte quando o estádio é destruído, ela retorna mais tarde na sexta temporada.
- Douglas, interpretado por Kenneth Wayne Bradley, é um residente da comunidade dentro do estádio de beisebol. Apesar de sua aparente morte quando o estádio é destruído, ele retorna mais tarde na sexta temporada.

### Os Abutres
- Melvin, interpretado por Kevin Zegers, é o líder antagônico dos Abutres.[20]
- Ennis, interpretado por Evan Gamble, é o braço direito e irmão mais novo de Melvin.[21]

### Acampamento em Cackleberry
- Dylan, interpretado por Cooper Dodson, um membro do acampamento em Cackleberry e irmão mais novo de Annie e Max.
- Max, interpretado por Ethan Suess, um sobrevivente adolescente e irmão de Annie e Dylan.
- Annie, interpretada por Bailey Gavulic, é a líder do grupo do acampamento em Cackleberry e irmã de Max e Dylan.

### Os Pioneiros
- Virginia, conhecida também como Ginny, interpretada por Colby Minifie, é a líder antagônica dos Pioneiros e mãe de Dakota.[22]
- Janis, interpretada por Holly Curran, uma mulher que ligou para Alicia e Strand pedindo ajuda e foi salva por Wes.
- Hill, interpretado por Craig Nigh, um membro dos Pioneiros e braço direito de Virgínia.

### Outros sobreviventes
- Diana, interpretada por Edwina Findley, é uma sobrevivente pragmática que se torna amiga de Alicia.
- Martha, interpretada por Tonya Pinkins, é uma sobrevivente enlouquecida pela perda de seu marido Hank quando ninguém os ajudava e que se propõe a tornar Morgan Jones forte matando todos os seus amigos.
- Logan, interpretado por Matt Frewer, é o ex-parceiro de Clayton (também conhecido como "Urso Polar"), que engana o grupo de Morgan e se apodera da fábrica de jeans.[23]
- Emile LaRoux, interpretado por Demetrius Grosse, é um caçador de recompensas contratado pela Virginia para caçar Morgan.
- Rachel, interpretada por Brigitte Kali, é uma mulher grávida que é esposa de Isaac.
- Isaac, interpretado por Michael Abbott Jr., é um sobrevivente desesperado que Morgan encontrou.
- Jacob Kessner, interpretado por Peter Jacobson, um rabino que se junta ao grupo de Morgan.
- Ed, interpretado por Raphael Sbarge, um taxidermista que mora em um antigo pavilhão de caça.
- Josiah LaRoux, interpretado por Demetrius Grosse, é o irmão gêmeo idêntico de Emile que busca vingança sobre Morgan pela morte de Emile.